# Université de Baher Dar
L'université de Baher Dar (en anglais : Bahir Dar University) est une université publique située à Baher Dar, dans le nord-ouest de l'Éthiopie.

## Source
- (en) Cet article est partiellement ou en totalité issu de l’article de Wikipédia en anglais intitulé « Bahir Dar University » (voir la liste des auteurs).